# Lista de prémios e indicações recebidos por Lana Del Rey
A lista dos prêmios e indicações recebidos por Lana Del Rey cantora, compositora, modelo e atriz americana, consiste num total aproximado de 14 recebidos e 44 indicações. Em 2011, Lana Del Rey lançou seu primeiro single, "Video Games". No mesmo ano a interprete foi premiada no Q Awards na categoria Q's Next Big Thing, e foi nomeada ao Virgin Media Music Awards na categoria Best New Artist. Em 2012 lançou o segundo álbum de estúdio de sua carreira, Born to Die. A cantora foi nomeada ao BRIT Awards na categoria International Breakthrough Act, vencendo-a. Lana Del Rey recebeu duas indicações no ECHO Awards nas categorias International Newcomer e Hit of The Year, porém não ganhou em nenhuma.
A canção "Video Games" venceu algumas categorias em diversos prêmios, se destacando no Ivor Novello Awards que venceu na categoria Best Contemporary Song. A cantora recebeu três nomeações no MTV Europe Music Awards, tendo vencido apenas na categoria Best Alternative. No UK Music Video Awards a interprete recebeu três indicações, sendo que as canções "Blue Jeans", "National Anthem" e "Born to Die" foram nomeadas na mesma categoria, tendo sido "Born to Die" a vencedora. Lana Del Rey também foi indicada no World Music Awards em quatro categorias.
Em 2013, a música "Young And Beautiful"  de Lana Del Rey, que faz parte da trilha sonora do filme "The Great Gatsby", foi indicada a pré-lista do Oscar de 2014, mas não entrou para a lista oficial. Também em 2013, Lana Del Rey foi pré indicada a 7 categorias do Grammy Awards de 2014, mas na lista oficial foi indicada a três delas, sendo elas a categoria Best Pop Vocal Album, com o álbum  "Paradise", e Best Song Written for Visual Media com a música "Young And Beautiful", e vencendo a categoria Best Remixed Recording, Non-Classical com o remix de "Summertime Sadness" feito pelo DJ francês, Cedric Gervais.
Em 2015 Del Rey foi indicada ao MTV Eupore Music Awards na categoria Best Alternative, vencendo concorrentes como Lorde.
Del Rey também foi homenageada no evento da Billboard Woman in Music, que homenageia as mulheres de mais destaque do ano.       É atualmente está ocupando o top #28 no ranking de melhores artistas do Spotify com 58,780,866 ouvintes mensais.

## Billboard Awards

### Billboard Music Awards
Os Billboard Music Awards são patrocinados pela revista Billboard e são atribuídos com base nas vendas. Lana Del Rey foi indicada uma vez.
| Ano  | Nomeação    | Categoria      | Resultado | R.    |
| ---- | ----------- | -------------- | --------- | ----- |
| 2014 | Born to Die | Top Rock Album | Indicada  | [ 2 ] |

### Billboard artist decad. Impact.Music
Billboard artist decad. Impact.Music é um evento realizado pela Billboard para homenagear artistas femininas e executivos de música influentes de cada década . Lana e Beyoncé são as únicas com tais prêmios. Lana recebeu um prêmio.
| Ano  | Nomeação     | Categoria   | Resultado | R.    |
| ---- | ------------ | ----------- | --------- | ----- |
| 2015 | Lana Del Rey | Trailblazer | Vencedora | [ 3 ] |

## BRIT Awards
| Ano  | Nomeação     | Categoria                        | Resultado | R.    |
| ---- | ------------ | -------------------------------- | --------- | ----- |
| 2012 | Lana Del Rey | International Breakthrough Act   | Vencedora | [ 4 ] |
| 2013 | Lana Del Rey | International Female Solo Artist | Vencedora | [ 5 ] |
| 2015 | Lana Del Rey | International Female Solo Artist | Indicada  | [ 6 ] |
| 2016 | Lana Del Rey | International Female Solo Artist | Indicada  | [ 7 ] |

## Critics' Choice Movie Award
| Ano  | Nomeação              | Categoria | Resultado |
| ---- | --------------------- | --------- | --------- |
| 2013 | "Young and Beautiful" | Best Song | Indicado  |
| 2014 | "Big Eyes"            | Best Song | Indicado  |

## ECHO Awards
| Ano  | Nomeação      | Categoria                                 | Resultado |
| ---- | ------------- | ----------------------------------------- | --------- |
| 2012 | "Video Games" | Hit of the Year                           | Indicado  |
| 2012 | —             | Best International Newcomer               | Indicado  |
| 2013 | —             | Best International Female Artist Rock/Pop | Venceu    |
| 2013 | —             | Best International Newcomer               | Venceu    |

## GQ Men of the Year Awards
| Ano  | Nomeação | Categoria         | Resultado |
| ---- | -------- | ----------------- | --------- |
| 2012 | —        | Woman of the Year | Venceu    |

## Globo de Ouro
| Ano  | Nomeação   | Categoria              | Resultado |
| ---- | ---------- | ---------------------- | --------- |
| 2014 | "Big Eyes" | Melhor Canção Original | Indicado  |

## Grammy Awards
Grammy Award (inicialmente denominada de Gramophone Awards) é uma cerimônia de premiação da "Academia Nacional de Artes e Ciências de Gravação" (do inglês The Recording Academy of Recording Arts and Sciences - NARAS) dos Estados Unidos, que presenteia anualmente os profissionais da indústria musical com o prêmio Grammy, em reconhecimento à excelência do trabalho e conquistas na arte de produção musical e, provendo suporte à comunidade da indústria musical. Lana recebeu seis indicações ao prêmio.
| Ano  | Indicação                                           | Categoria                                | Resultado | Ref.   |
| ---- | --------------------------------------------------- | ---------------------------------------- | --------- | ------ |
| 2014 | Paradise                                            | Melhor Álbum Vocal de Pop                | Indicado  | [ 13 ] |
| 2014 | "Young and Beautiful"                               | Melhor Canção Escrita para Mídia Visual  | Indicado  | [ 13 ] |
| 2016 | Beauty Behind the Madness                           | Álbum do Ano (como participante)         | Indicado  |        |
| 2018 | Lust for Life                                       | Melhor Álbum Vocal de Pop                | Indicado  | [ 14 ] |
| 2020 | Norman Fucking Rockwell!                            | Álbum do Ano                             | Indicado  | [ 15 ] |
| 2020 | "Norman Fucking Rockwell"                           | Canção do Ano                            | Indicado  | [ 15 ] |
| 2024 | Did You Know That There’s a Tunnel Under Ocean Blvd | Álbum do ano                             | Indicado  | [ 16 ] |
| 2024 | Did You Know That There’s a Tunnel Under Ocean Blvd | Melhor Álbum Alternativo                 | Indicado  | [ 16 ] |
| 2024 | "A&W"                                               | Música do Ano                            | Indicado  | [ 16 ] |
| 2024 | "A&W"                                               | Melhor Performance de Música Alternativa | Indicado  | [ 16 ] |
| 2024 | "Candy Necklace” (Feat. Jon Batiste)                | Melhor Performance Pop Duo/Grupo         | Indicado  | [ 16 ] |

## iHeartRadio Music Awards
| Ano  | Nomeação                                    | Categoria            | Resultado |
| ---- | ------------------------------------------- | -------------------- | --------- |
| 2014 | "Summertime Sadness" (Cedric Gervais Remix) | EDM Song of the Year | Indicado  |

## Independent Music Awards
| Ano  | Nomeação      | Categoria                                | Resultado |
| ---- | ------------- | ---------------------------------------- | --------- |
| 2012 | "Video Games" | Favorite International Video of the Year | Indicado  |

## International Dance Music Awards
| Ano  | Nomeação     | Categoria                               | Resultado |
| ---- | ------------ | --------------------------------------- | --------- |
| 2013 | "Blue Jeans" | Best Alternative/Indie Rock Dance Track | Indicado  |
| 2013 | —            | Best Break-Through Artist (Solo)        | Indicado  |

## Ivor Novello Awards
| Ano  | Nomeação      | Categoria              | Resultado |
| ---- | ------------- | ---------------------- | --------- |
| 2012 | "Video Games" | Best Contemporary Song | Venceu    |

## MTV Awards

### MTV Europe Music Awards
| Ano  | Nomeação | Categoria        | Resultado |
| ---- | -------- | ---------------- | --------- |
| 2012 | —        | Best New Act     | Indicado  |
| 2012 | —        | Best Alternative | Venceu    |
| 2012 | —        | Best Push Act    | Indicado  |
| 2015 | —        | Best Alternative | Venceu    |

### MTV Video Music Awards
| Ano  | Nomeação        | Categoria                | Resultado |
| ---- | --------------- | ------------------------ | --------- |
| 2012 | Born to Die     | Melhor Direção de Arte   | Indicado  |
| 2012 | Born to Die     | Melhor Cinematografia    | Indicado  |
| 2013 | National Anthem | Melhor Direção de Arte   | Indicado  |
| 2013 | Ride            | Melhor Cinematografia    | Indicado  |
| 2014 | West Coast      | Melhor Cinematografia    | Indicado  |
| 2020 | Doin' Time      | Melhor Clipe Alternativo | Indicado  |
| 2023 | Candy Necklace  | Melhor Clipe Alternativo | Venceu    |
| 2023 | Candy Necklace  | Melhor Direção de Arte   | Indicado  |

### mtvU Woodie Awards
| Ano  | Nomeação | Categoria       | Resultado |
| ---- | -------- | --------------- | --------- |
| 2012 | —        | Breaking Woodie | Indicado  |

## Music Week Awards
| Ano  | Nomeação | Categoria                 | Resultado |
| ---- | -------- | ------------------------- | --------- |
| 2013 | —        | Artist Marketing Campaign | Indicado  |

## NME Awards
| Ano  | Nomeação   | Categoria     | Resultado |
| ---- | ---------- | ------------- | --------- |
| 2012 | —          | Best New Band | Indicado  |
| 2012 | Best Track | "Video Games" | Indicado  |
| 2012 | Best Video | "Video Games" | Indicado  |

## O Music Awards
| Ano  | Nomeação                             | Categoria                                  | Resultado |
| ---- | ------------------------------------ | ------------------------------------------ | --------- |
| 2012 | "Video Games" on Saturday Night Live | Most F***ed-Up Live Performance Gone Viral | Indicado  |

## Q Awards
| Ano  | Nomeação | Categoria          | Resultado |
| ---- | -------- | ------------------ | --------- |
| 2012 | —        | Q's Next Big Thing | Venceu    |

## Swiss Music Awards
| Ano  | Nomeação    | Categoria                           | Resultado |
| ---- | ----------- | ----------------------------------- | --------- |
| 2013 | Born to Die | Best Album Pop / Rock International | Indicado  |
| 2013 | Born to Die | Best Breaking Act International     | Indicado  |

## UK Music Video Awards
| Ano  | Nomeação            | Categoria                    | Resultado |
| ---- | ------------------- | ---------------------------- | --------- |
| 2012 | "Blue Jeans"        | Best International Pop Video | Indicado  |
| 2012 | "Born to Die"       | Best International Pop Video | Venceu    |
| 2012 | "National Anthem"   | Best International Pop Video | Indicado  |
| 2012 | Best Cinematography | "Blue Jeans"                 | Indicado  |
| 2012 | "National Anthem"   | Best Styling                 | Indicado  |

## World Soundtrack Awards
| Ano  | Nomeação              | Categoria                             | Resultado |
| ---- | --------------------- | ------------------------------------- | --------- |
| 2013 | "Young and Beautiful" | Best Original Song Written for a Film | Indicado  |

## XBOX Entertainment Awards
| Ano  | Nomeação          | Categoria        | Resultado |
| ---- | ----------------- | ---------------- | --------- |
| 2013 | "Born to Die"     | Best Album       | Venceu    |
| 2013 | "National Anthem" | Best Music Video | Indicado  |